# Tremulant (ep)
Tremulant, uitgebracht door het label Gold Standard Labs in de lente van 2002, is het eerste uitgebrachte materiaal van The Mars Volta. De tracks op dit album bevatten minder gitaarwerk en meer percussiewerk dan de latere muziek van The Mars Volta. De eerste en laatste drie minuten van de ep bevatten helemaal geen melodische elementen.

## Tracklist
1. "Cut That City" – 5:44
2. "Concertina" – 4:54
3. "Eunuch Provocateur" – 8:48

## Opname en productie
- Opgenomen in Long Beach, Californië tussen oktober en december 2001.
- Geproduceerd door Alex Newport en The Mars Volta.
- Artwork en lay-out door Sonny Kay en Omar Rodríguez-López.

## Medewerkers
- Omar Rodríguez-López - Gitaar
- Cedric Bixler Zavala - Zang
- Isaiah Ikey Owens - Keyboard
- Jeremy Michael Ward - Geluidmanipulatie
- Jon Philip Theodore - Drums
- Eva Catherine Gardner - Bas